# Alessandro Battilocchio
Alessandro Battilocchio (Rome, 3 mei 1977) is een Italiaans politicus. Sinds juni 2004 is hij lid van het Europees Parlement.
Alessandro Battilocchio studeerde in Maryland (VS) en aan de Universiteit van Rome waar hij in 2003 zijn doctoraal in de rechten behaalde.
Battilocchio is lid van de Socialistische Partij- Nieuwe PSI (NPSI), de opvolger van de Italiaanse Socialistische Partij (PSI) en hij werd in 2001 in de Nationale Raad van de partij gekozen. In 2004 werd hij lid van het Nationale Secretariaat van de NPSI.
Hij was raadslid voor de gemeente Tolfa (Rome) en beheerde de portefeuilles van Cultuur, Vermaak en Jeugdzaken. In 2001 werd hij burgemeester van Tolfa.
Tijdens het tumultueuze partijcongres van de NPSI in oktober 2005 steunde hij partijvoorzitter De Michelis.
Als lid van het Europees Parlement zit hij in het Comité voor Transport en Toerisme en lid van het EU-Roemenië Gezamenlijk Parlementair Comité. Als lid van de NPSI, die niet is aangesloten bij één der fracties van in het parlement, behoort hij samen met partijgenoot Gianni De Michelis tot de Niet-ingeschrevenen in het Europees Parlement.